# Camaridium suaveolens
Camaridium suaveolens là một loài thực vật có hoa trong họ Lan. Loài này được (Barringer) M.A.Blanco mô tả khoa học đầu tiên năm 2007.